# Dřevěná lávka (Prudká)
Dřevěná lávka v osadě Prudká, části městyse Doubravník v okrese Brno-venkov, překonává řeku Svratku. Postavena byl v roce 1899 a od roku 1994 je chráněna jako kulturní památka České republiky.

## Popis
Nosná část lávky je tvořená dvojitou věšadlovou konstrukcí. Mostovku, přibližně ve výšce 3 m nad hladinou Svratky, nesou dvě trojice podélných trámů. Opláštění je tvořeno svislými, 2 m vysokými prkny, nad nimiž je tři čtvrtě metru vysoký průzor. Střecha je sedlová, ze štípaného modřínového šindele (před rekonstrukcí v letech 2019–2021 byla po desetiletí zastřešena asfaltovou lepenkou na bednění). Stavba je na levém břehu uložena na kamenné opěře, uprostřed se nachází dřevěná bárka (podpěra), na pravém břehu byl postaven kamenný pilíř obdélného půdorysu, odkud vede na přírodní terén přístupová dřevěná šikmá rampa. Lávka je dlouhá 33 m, má šířku 2,4 m a výšku 3,9 m. Světlá výška činí 2,5 m, světlá šířka 2 m. Nosné trámy jsou z jedlového dřeva, bárka s ledolamem z dubového dřeva, ostatní prvky nosné konstrukce (sloupky, vzpěry, rozpěry a příčné trámy) ze smrkového nebo modřínového dřeva.

## Historie
Lávka byla postavena v roce 1899 tesařským mistrem Janem Nejezem ze Železného pro dělníky pracující v papírně C. M. Kopřivy na levém břehu Svratky. Později, v roce 1905, byla po pravém břehu řeky zprovozněna železniční trať Žďár nad Sázavou – Tišnov, blízká zastávka Prudká však byla uvedena do provozu až v 50. letech 20. století. Poslední oprava některých částí lávky proběhla v roce 1999, poté se však stavba stala součástí restitučních sporů a od té doby chátrala. Zřejmě kvůli havarijnímu stavu bylo bez vědomí Národního památkového ústavu (NPÚ) v roce 2007 provedeno posílení nosných částí položením dalšího trámu. V následujících letech řadil NPÚ lávku mezi nejohroženější nemovité památky. V roce 2019 byla zahájena její celková rekonstrukce, která byla dokončena na jaře 2021.

## Galerie

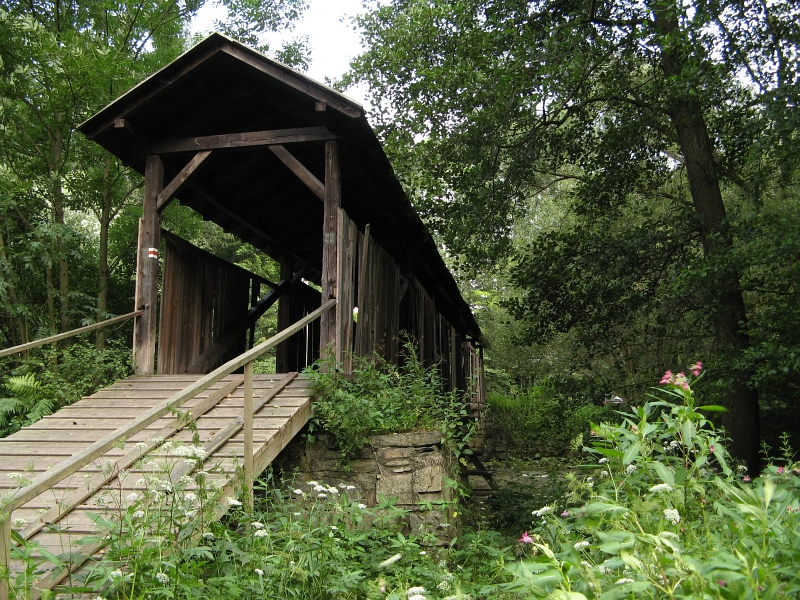
Lávka ve stavu před rekonstrukcí (2009)
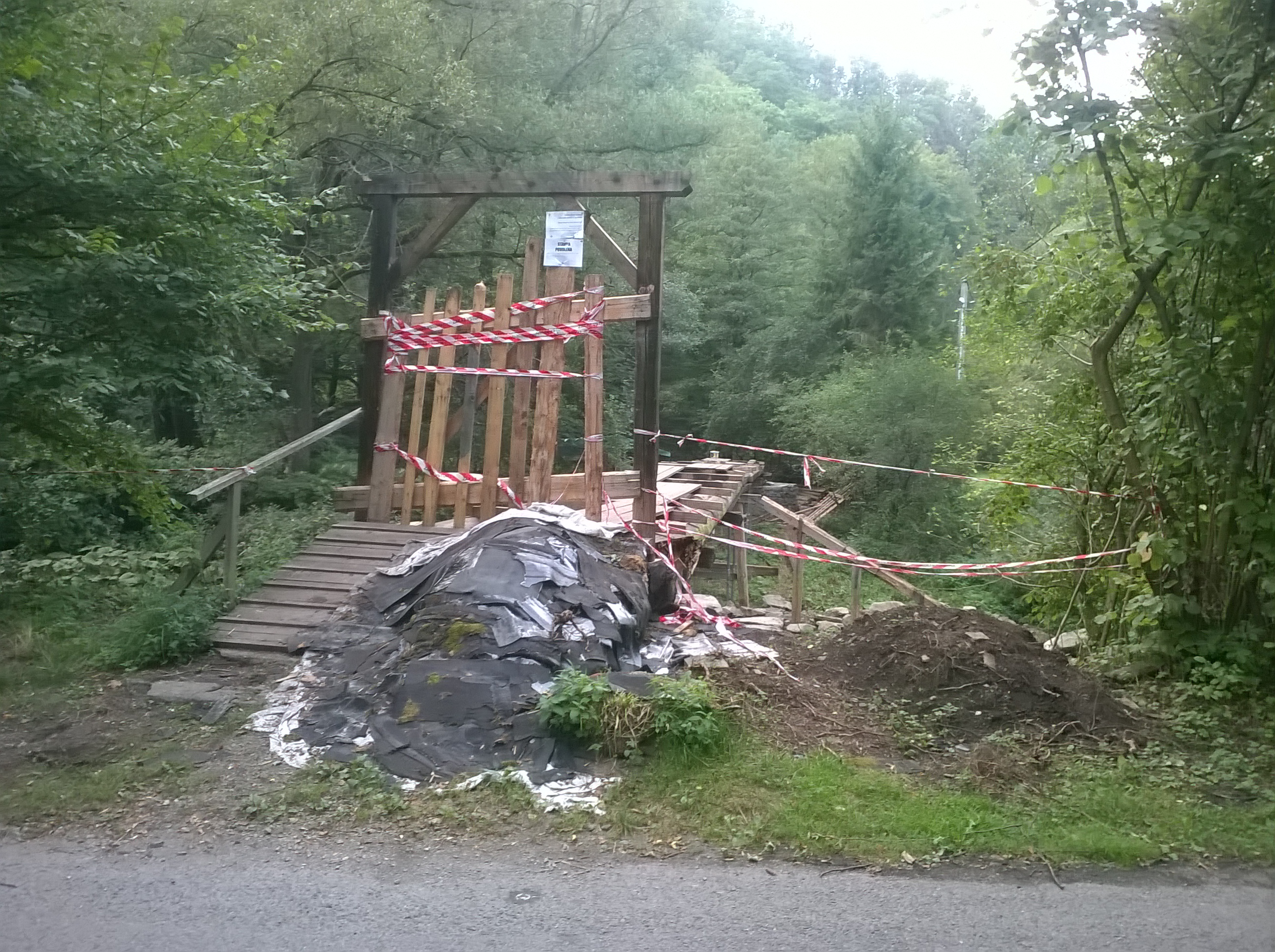
Lávka v průběhu rekonstrukce (2019)
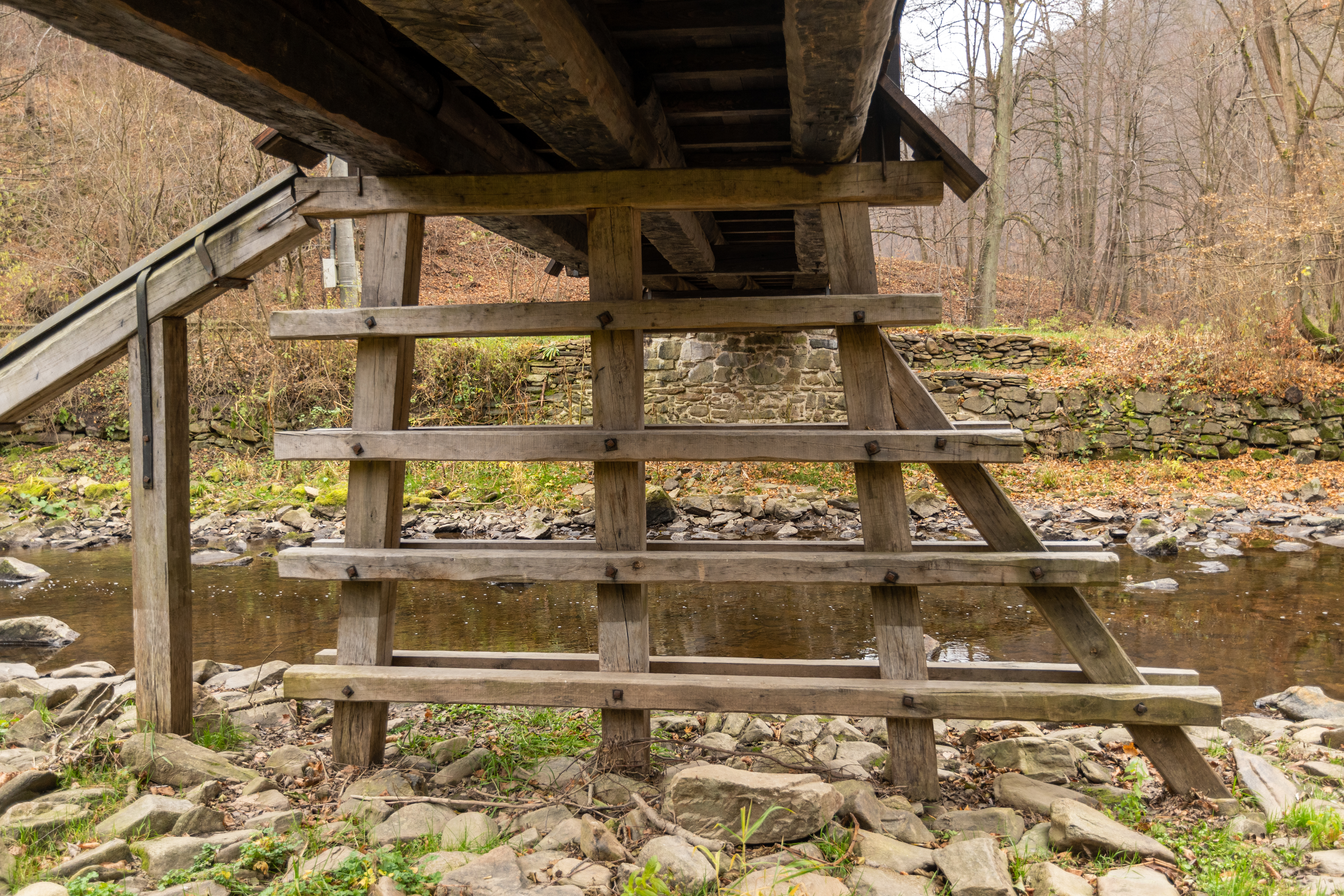
Podpěra s ledolamem
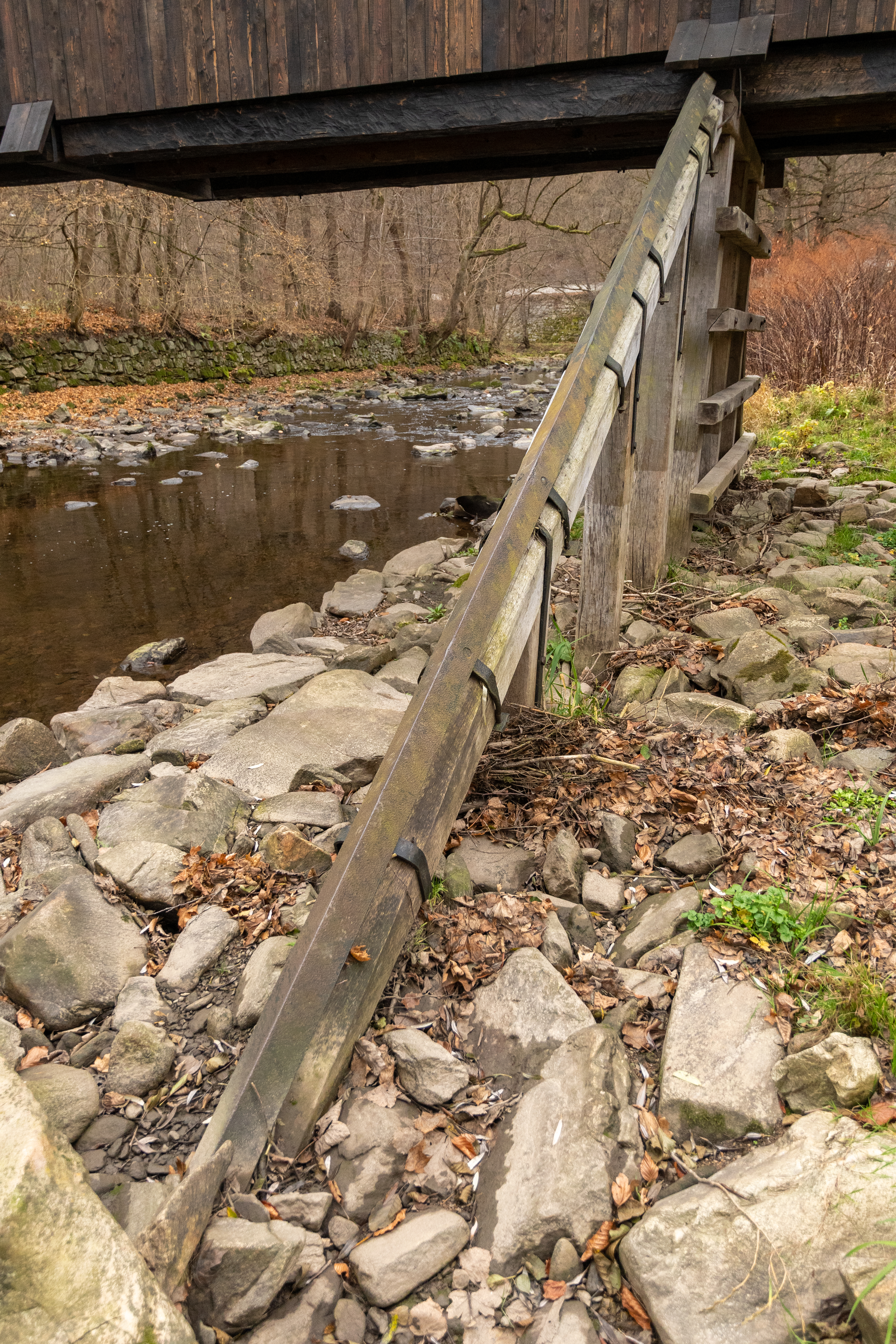
Ledolam
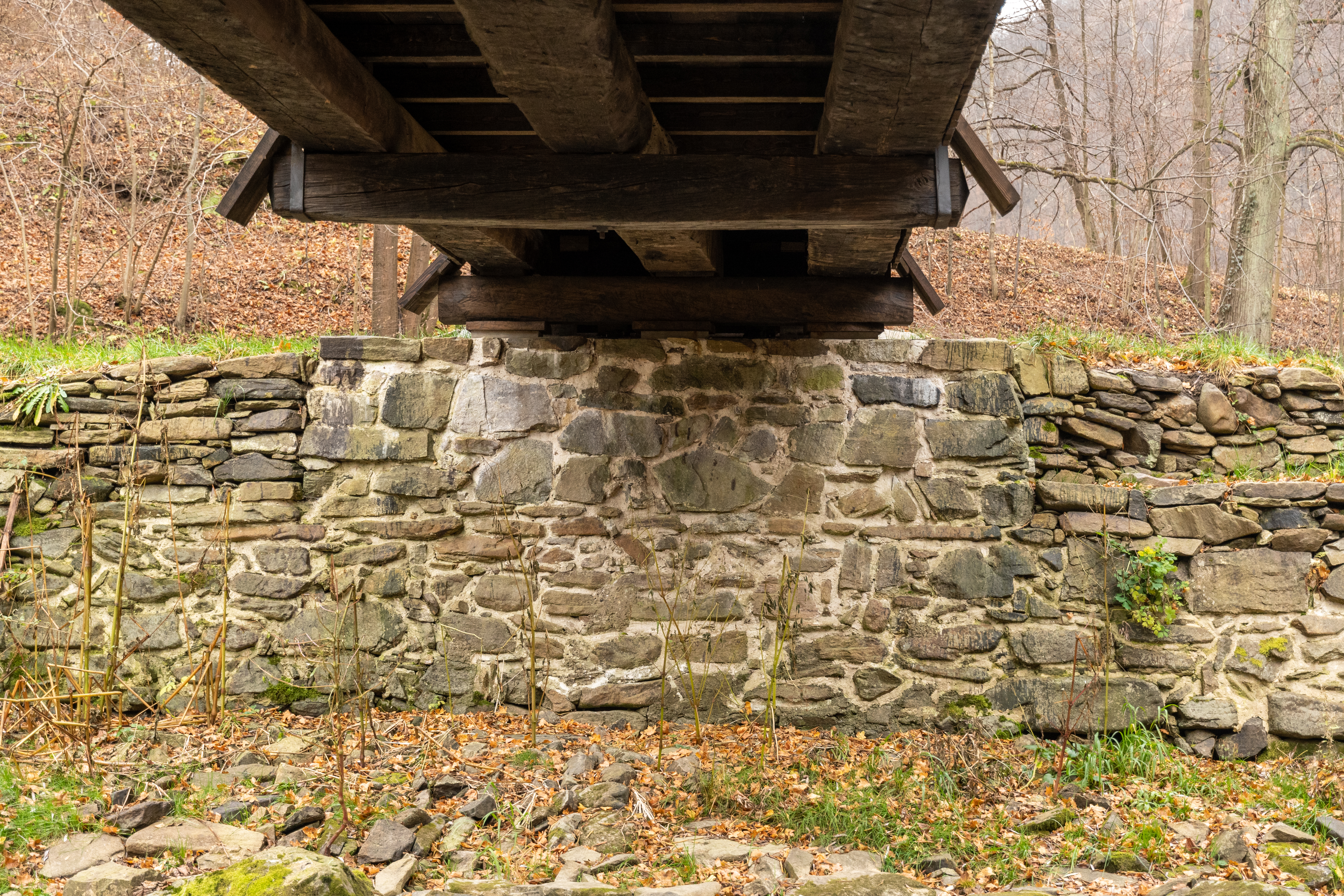
Kamenná opěra lávky
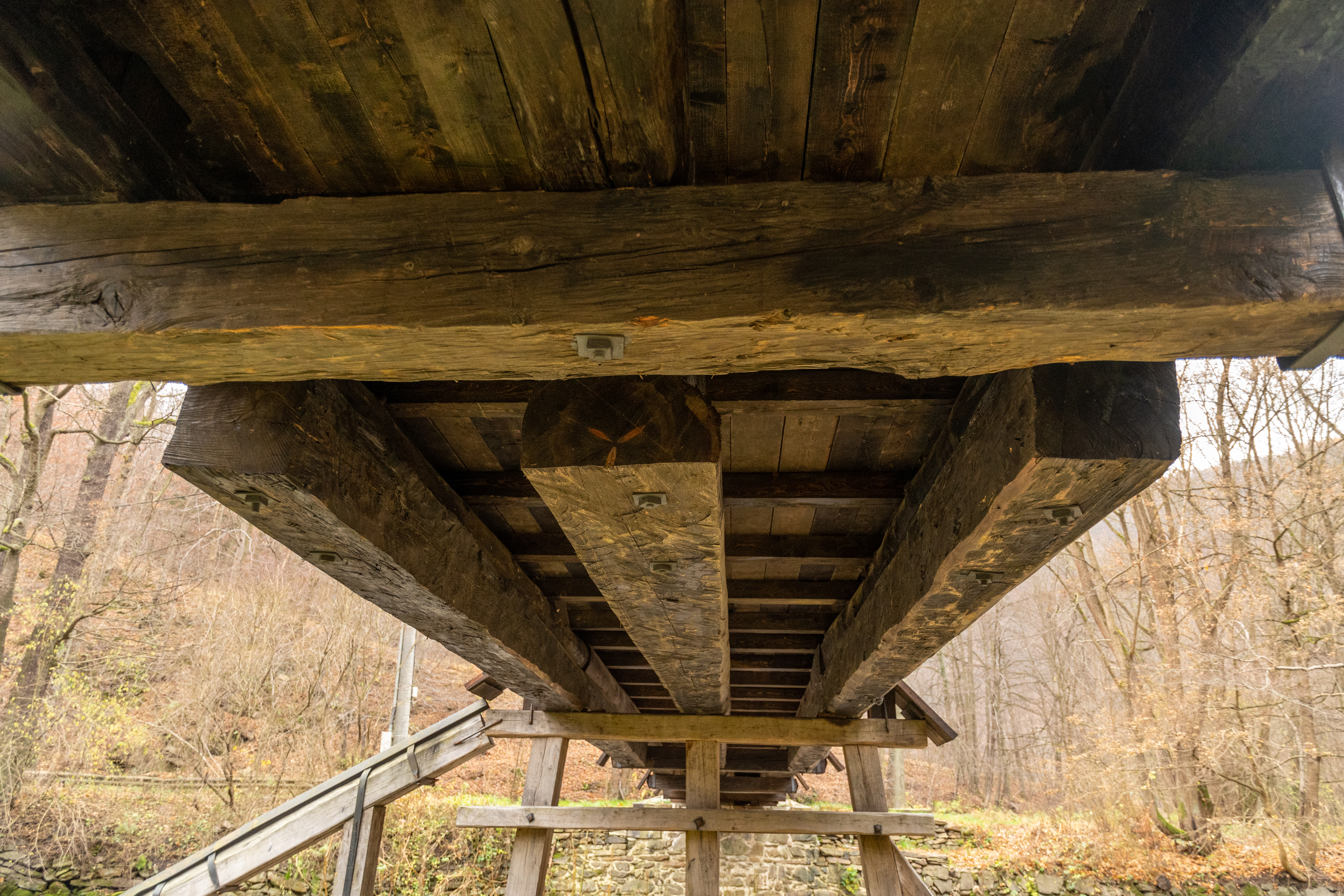
Konstrukce mostovky
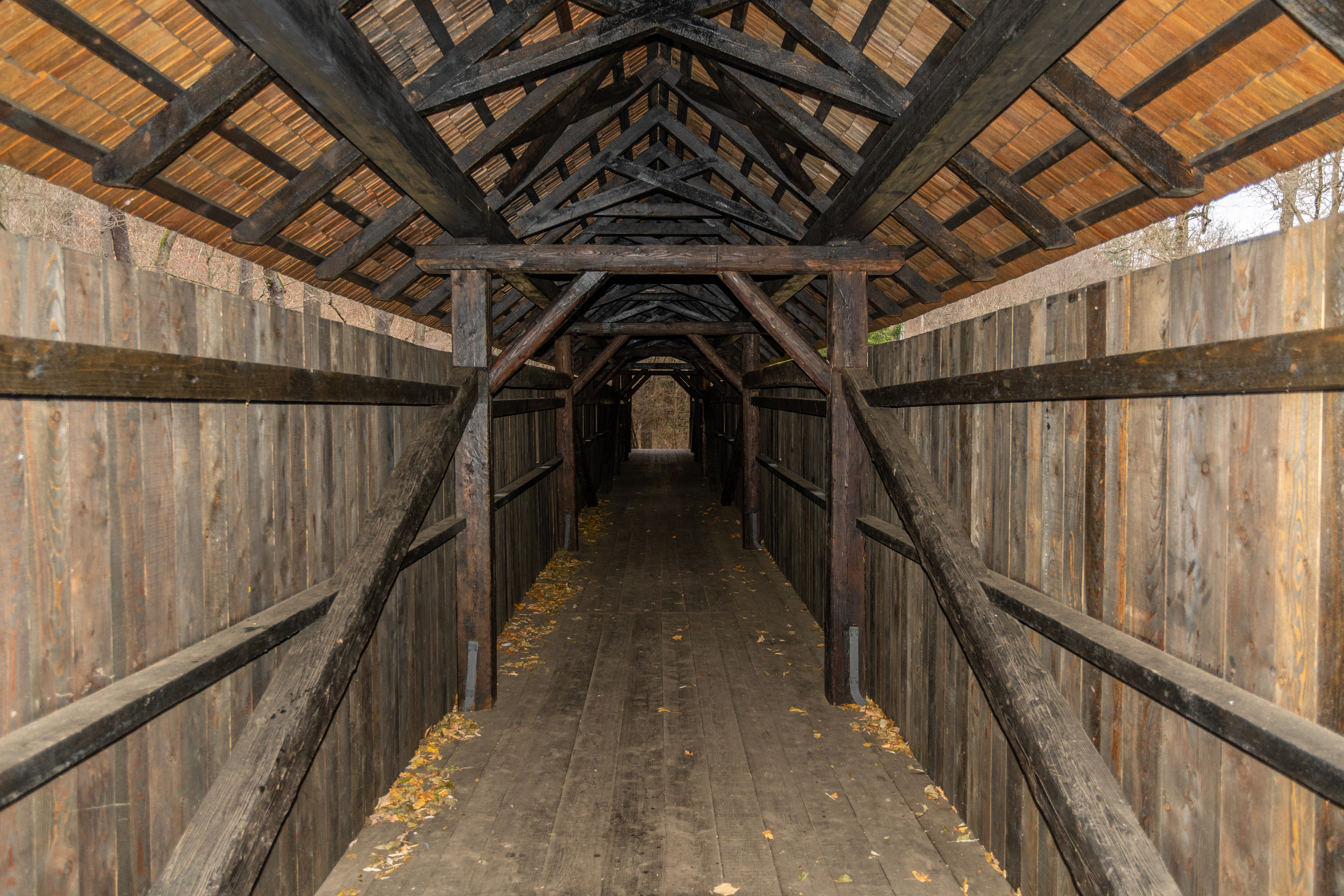
Vnitřek lávky